# 多洛斯齊湖 (普斯托什卡區)
56°19′59″N 29°19′53″E / 56.33306°N 29.33139°E
多洛斯齊湖（俄语：Долосцы），是俄羅斯的湖泊，位於該國西北部，由普斯科夫州負責管轄，處於普斯托什卡區，面積0.9平方公里，集水區面積4.5平方公里，平均水深2米，最大水深7米。